# Apomys magnus
Apomys magnus és una espècie de mamífer rosegador de la família dels múrids. És endèmic de l'illa de Luzon (Filipines).

## Descripció
És un rosegador de petites dimensions, amb la llargada total entre 272 i 305 mm, la llargada de la cua entre 133 i 154 mm, la llargada del peu entre 37 i 41 mm, la llargada de les orelles entre 21 i 23 mm i un pes de fins a 128 g.

## Biologia

### Comportament
És una espècie terrestre i nocturna.

### Alimentació
Es nodreix de cucs, altres invertebrats i llavors.

## Distribució i hàbitat
Aquesta espècie és endèmica del mont Banahao, a la part central de l'illa de Luzon, a les Filipines.
Viu a les selves pluvials de plana i montanes a entre 765 i 1.465 metres d'altitud.

## Estat de conservació
Com que fou descoberta fa poc, l'estat de conservació d'aquesta espècie encara no ha estat avaluat formalment.